# Цілинна ділянка по балці Курушана
Цілинна ділянка по балці Курушана — ботанічна пам'ятка природи місцевого значення. Об'єкт розташований на території Мелітопольського району Запорізької області, на схід від село Орлове.
Площа — 3,5 га, статус отриманий у 1972 році.